# Andy King
Andrew Philip "Andy" King, född 29 oktober 1988 i Barnstaple, England, är en walesisk tidigare fotbollsspelare. King spelade som central mittfältare. Medan han spelade för Leicester City vann han de tre högsta divisionerna i det engelska ligasystemet alla med samma klubb.

## Karriär
King började sin karriär hos Chelseas ungdomsakademi, som han tillhörde i sex år. 2004 värvades han till Leicesters ungdomsakademi, tre år senare tog han examen och fick en plats i a-laget. King var för det mesta avbytare säsongen 2007/2008, men säsongen 2008/2009, när Leicester spelade i League One, spelade King hela 54 matcher, och säsongen därpå (2009/2010) 47 matcher.
Den 31 januari 2018 lånades King ut till Swansea City över resten av säsongen 2017/2018. Den 31 januari 2019 lånades han ut till Derby County på ett låneavtal över resten av säsongen 2018/2019. Den 16 augusti 2019 lånades King ut till Rangers på ett låneavtal över säsongen 2019/2020. Efter säsongen 2019/2020 lämnade han Leicester City.
Den 5 januari 2021 värvades King av belgiska OH Leuven, där han skrev på ett halvårskontrakt. Den 2 juli 2021 värvades King av Bristol City, där han skrev på ett ettårskontrakt. I juli 2023 förlängde King sitt kontrakt med ett år. I maj 2024 meddelade King att han skulle avsluta sin spelarkarriär vid slutet av säsongen 2023/2024.

## Meriter
Leicester City
- Premier Academy League: 2007
- League One mästare: 2009
- Football League Championship mästare: 2014
- Premier League mästare: 2016

Individuellt
- Årets unga spelare i Leicester: 2009
- Årets spelare i Leicester: 2010 (delat med Jack Hobbs)